# Orthostigma lokei
Orthostigma lokei är en stekelart som beskrevs av Karl-Johan Hedqvist 1973. Orthostigma lokei ingår i släktet Orthostigma och familjen bracksteklar. Arten är reproducerande i Sverige. Inga underarter finns listade i Catalogue of Life.